# Anomphalidae
Anomphalidae (лат.) — вымершее семейство морских брюхоногих моллюсков. Это ископаемая группа с дискутируемым таксономическим положением. Сайт Paleobiodb.org (2025) относит их к надсемейству †Euomphaloidea, входящему в отряд †Euomphalina и подкласс Eogastropoda. Anomphalidae жили в основном в палеозое, с силура по среднюю пермь, с отдельными находками в ордовике, мезозое и эоцене. По мнению некоторых авторов, эти улитки принадлежат к Euomphaloidea.

## Описание
Раковины Anomphalidae округлые, почти дисковидные, низкозаостренные, трохоспиральные, возможно, с шаровидным завитком тела. Устье овальное, без выходной щели или складки. Умбиликус узкий, открытый или закрытый. Внутренний слой раковины, по-видимому, перламутровый. Поверхность раковины, как правило, гладкая, орнамент состоит из тонких поперечных лир или линий роста, параллельных краю устья.
Anomphalidae отличаются от Euomphaloidea (Euomphalacea), к которым они были переотнесены, тем, что они более трохоидальны, у них отсутствует угловатость на верхней поверхности оборота, характерная для Euomphalacea, и у них внутренний слой раковины, по-видимому, перламутровый. (Внутренние слои раковины Euomphalacea могут состоять из пластинчатого арагонита, но никогда не бывают перламутровыми.) Anomphalidea отличаются от Pleurotomariacea тем, что у них отсутствует часто глубокая щель или селенизон, которая характерна для этого таксона.

## Классификация
Таксономическое положение группы дискутируется. Представителей семейства ранее относили к отдельному надсемейству Anomphalacea (Knight et al. 1960); к надсемейству Anomphaloidea (Golikov and Starobogatov 1975); напрямую к Gastropoda (Bouchet et al. 2005); в ранге подсемейства Anomphalinae в составе семейства Turbinidae (Kaim et al. 2014); к надсемейству Trochoidea (Nützel and Ketwetsuriya 2016; Bouchet et al. 2017); и к надсемейству Euomphaloidea (Wagner 1999, Jeffery 2003, Wagner 2023).
Малакологи Дж. Брукс Найт с соавторами в руководстве по палеонтологии моллюсков «Treatise, 1960» включили 10 родов в состав Annomphalidae:
Anomphalus Meek and Worthen 1866 typus
Cycloscena Fletcher 1958
Eiselia Dietz 1911
Isonema Meek and Worthen 1866
Pycnomphalus Lindström 1884
Turbocheilus Perner 1907
Sosiolytes Gemmellaro 1889
Straparella Fischer 1885
Turbinilopsis de Koninck 1881
Tychonia de Koninck 1881
Семейство Anompalideae включает 17 родов в двух подсемействах, выделенных Peel, 1984.
К Anomphalus, Cycloscena, Eiselia и Isonema в Anomphalinae добавлены:

Antirotiela Cossmann 1918, указанная в Treatise как синоним Anomphalus

Frydacosta Cook and Nützel 2005
Delphinuella Heidelberger 2001
Givediscus Heidelberger 2001
Littorella Heidelberger 2001
Nodinella Heidelberger 2001
Входит в состав Pycnomphalinae в дополнение к Pycnomphalus, Turbocheilus, Sosiolites, Strapariella и Tychonia:

Pycnotrochus Perner 1903
Turbinilopsis de Koninck 1881
Pycnotrochus из верхнего силура Европы был удален из Sinuopeidae (Pleurotomariacea); губа имеет синус, более характерный для исходного семейства. Turbinopsis из нижнего девона Северной Америки был удален из Palaeotrochidae (Palaeotrochacea); имеет спиральную хорду, не встречающуюся у типичных Anomphalidae и отверстие с более толстой, широкой губой, также нетипичное.
В классификации Bouchet & Rocroi, 2005 семейство Anomphalidae определяют как «basal taxa that are certainly Gastropoda». В 2017 году они семейство включили в надсемейство Trochoidea Rafinesque, 1815 из отряда Trochida.